# Arhopala santava
Arhopala santava är en fjärilsart som beskrevs av Corbet 1941. Arhopala santava ingår i släktet Arhopala och familjen juvelvingar. Inga underarter finns listade i Catalogue of Life.